# Eduardo Charreau
Eduardo Hernán Charreau (San Fernando, 27 de mayo de 1940-Buenos Aires, 23 de marzo de 2019) fue un científico argentino especializado en endocrinología molecular y hormonodependencia tumoral. Fue pionero en la puesta a punto de determinaciones hormonales en biopsias de cáncer mamario cuando el análisis de los receptores estaba en sus inicios.

## Biografía

### Formación académica
Charreau estudió la licenciatura en ciencias químicas y obtuvo el título de grado en esa disciplina en la Facultad de Ciencias Exactas y Naturales de la Universidad de Buenos Aires (UBA) en 1962. Tres años más tarde se doctoró como químico en la misma institución universitaria. Hizo su formación postdoctoral en el Departamento de Química Biológica de la Facultad de Medicina de la Universidad de Harvard bajo el asesoramiento de Claude Villée.
La última gran creación de Bernardo Alberto Houssay fue formar un laboratorio de hormonas esteroides con científicos argentinos que estaban en el exterior, entre ellos: Jorge Blaquier (California), Eduardo Charreau (Boston), Ricardo Calandra (Ontario) y Guillermo Wassermann (Utah).  

### Trayectoria profesional
Fue alumno de Luis Federico Leloir y discípulo de Bernardo Houssay, ganadores del Premio Nobel en Química y Fisiología de Argentina en 1970 y 1947 respectivamente.  
Se desempeñó como Profesor Adjunto en la Universidad de Harvard, desde donde regresó al IBYME para crear un prestigioso grupo de endocrinología molecular en el que se formaron, entre otros, el biotecnólogo Lino Barañao y el inmunólogo Gabriel Ravinovich. Fue profesor titular en la Facultad de Ciencias Exactas y Naturales de la UBA, presidente de la Asociación Argentina para el Progreso de las Ciencias y director del IBYME entre 1993 y 2010. Fue presidente del CONICET fundado por Houssay entre 2002 y 2008, También ocupó la presidencia de la Academia Nacional de Ciencias Exactas, Físicas y Naturales (2008-2010) y fue miembro de la Academia de Ciencias del Tercer Mundo (TWAS). 
En 2013 fue distinguido como Investigador Superior Emérito del CONICET, organismo del que ejerció la Presidencia entre 2002 y 2008. Fue Director del Instituto de Biología y Medicina Experimental (IBYME) (1993-2010) fundado por Houssay. 
Realizó aportes pioneros al desarrollo nacional de insulina humana recombinante, estableciendo el primer convenio entre el IBYME y el sector privado -primero con la empresa Beta y luego con la empresa Denver Farma S.A.- de una insulina que avanza exitosamente hacia la producción.

## Premios y distinciones
Charreau recibió numerosas distinciones por sus aportes al conocimiento científico y sus contribuciones a la gestión de las instituciones del sector. Entre otros:
- Diploma al Mérito Konex 1993 en Ciencias Biomédicas Básicas
- Diploma al Mérito Konex 2008 en Administradores Públicos
- Konex de Honor 2023 a la personalidad fallecida en Ciencia y Tecnología de la década[8]
- Orden de Caballero de las Palmas Académicas del Gobierno Francés
- Mérito Científico en el grado de Comendador del Gobierno Brasileño.[3]